# U-65 (1939)
U-65 – niemiecki okręt podwodny (U-Boot) typu IX B z okresu II wojny światowej. Okręt wszedł do służby w 1940.

## Historia
Jego pierwszym dowódcą był Kptlt Hans-Gerrit von Stockhausen (15 lutego 1940 – 24 marca 1941), drugim Kptlt Joachim Hoppe (25 marca 1941 – 28 kwietnia 1941). Okręt odbył 6 patroli bojowych, podczas których zatopił 12 jednostek o łącznej pojemności 66 174 BRT oraz uszkodził 3 jednostki o tonażu 22 490 BRT. 
Zatopiony 28 kwietnia 1941 na północnym Atlantyku, na pozycji 59°30,6′N 15°18,0′W/59,510000 -15,300000, przez brytyjski niszczyciel HMS „Douglas”. Zginęła cała – 50-osobowa załoga.